# 3585 Goshirakawa
A 3585 Goshirakawa (ideiglenes jelöléssel 1987 BE) a Naprendszer kisbolygóövében található aszteroida. Niijima T. és Urata Takesi fedezte fel 1987. január 28-án.